# كولن بارنت
كولن بارنت هو اقتصادي وسياسي أسترالي، ولد في 15 يوليو 1950 في ندلاندز ‏ في أستراليا. نشط حزبياً في الحزب الليبرالي الأسترالي. في 1990 Cottesloe state by-election ‏، انتخب عضو الجمعية التشريعية لأستراليا الغربية ‏ عن دائرة Electoral district of Cottesloe ‏ (11 أغسطس 1990 – 5 فبراير 2018) وانتخب Treasurer of Western Australia ‏ وانتخب Premier of Western Australia ‏ (23 سبتمبر 2008 – 17 مارس 2017).